# Südharz
Südharz es un municipio situado en el distrito de Mansfeld-Südharz, en el estado federado de Sajonia-Anhalt (Alemania). Tiene una población estimada, a fines de 2023, de 9307 habitantes.